# Автотомия

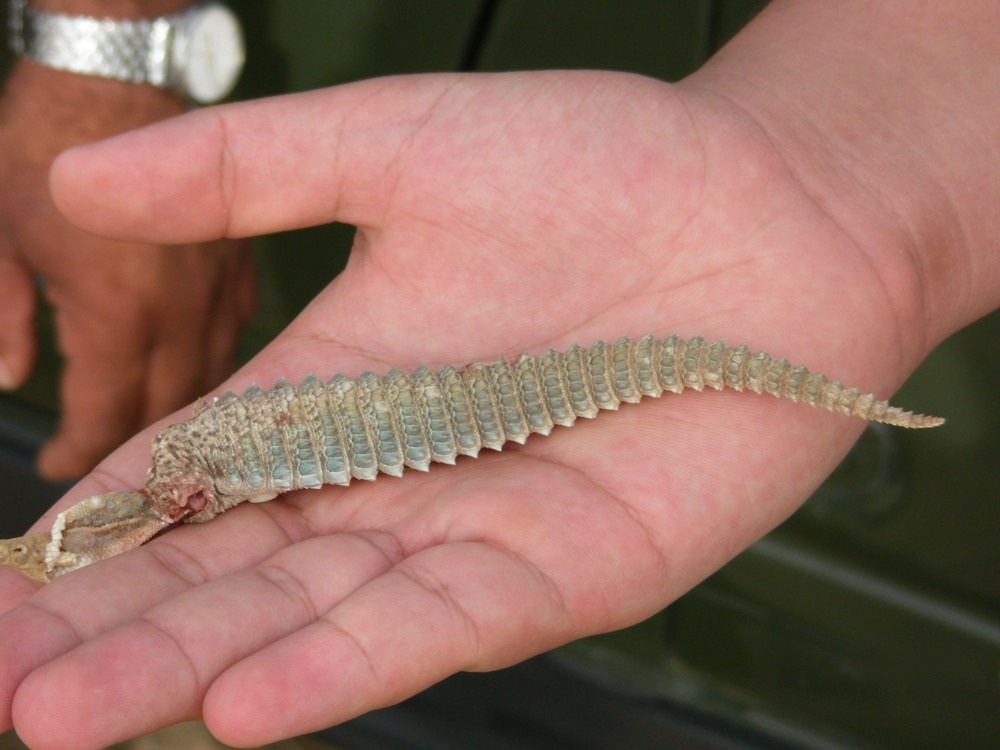
Хвост, отброшенный ящерицей

Автотоми́я (греч. αὐτός — «сам» и греч. τομή — «отсечение») — отбрасывание самим животным при раздражении какого-нибудь органа или конечности.
Так, например, ящерица, прижатая за хвост, отламывает его посреди позвонка и уходит, осьминог резким сокращением мускулов отрывает своё щупальце, схваченное врагом, раки — клешни, насекомые и пауки — ноги, за которые они схвачены, иглистые мыши — кожу. Голотурии вместе с илом выбрасывают наружу через задний проход кишечник или кювьеровы органы, вызывая тем самым помутнение воды, а последние, кроме того, обволакивают хищника, тем самым обездвиживая его.
Автотомия служит животному для защиты от нападения: теряя отдельный орган, животное спасает жизнь. Однако это явление может также быть обусловлено ухудшением условий среды, например, у голотурий при недостатке кислорода и возросшей потребности отложить яйца. Подобное происходит и у некоторых других животных: например, гидры утрачивают свои щупальца, а турбеллярии — глазки. В этом случае явление может относиться к дегенерации. Также автотомией является отсоединение гектокотиля самцами некоторых головоногих моллюсков в процессе размножения.
Виды брюхоногих моллюсков Elysia marginata и Elysia atroviridis из рода Elysia стали известны тем, что было обнаружено, что у некоторых особей головы самопроизвольно отделяются от тела, содержащего сердце, почки, кишечник и репродуктивные органы. Через некоторое время головы отращивают новые тела. Возможно, они это делают, чтобы избавиться от заселивших их паразитов, которые снижают репродуктивный успех хозяев.
Потерянные органы у животных в некоторых случаях восстанавливаются (см. регенерация).